# Colorblends

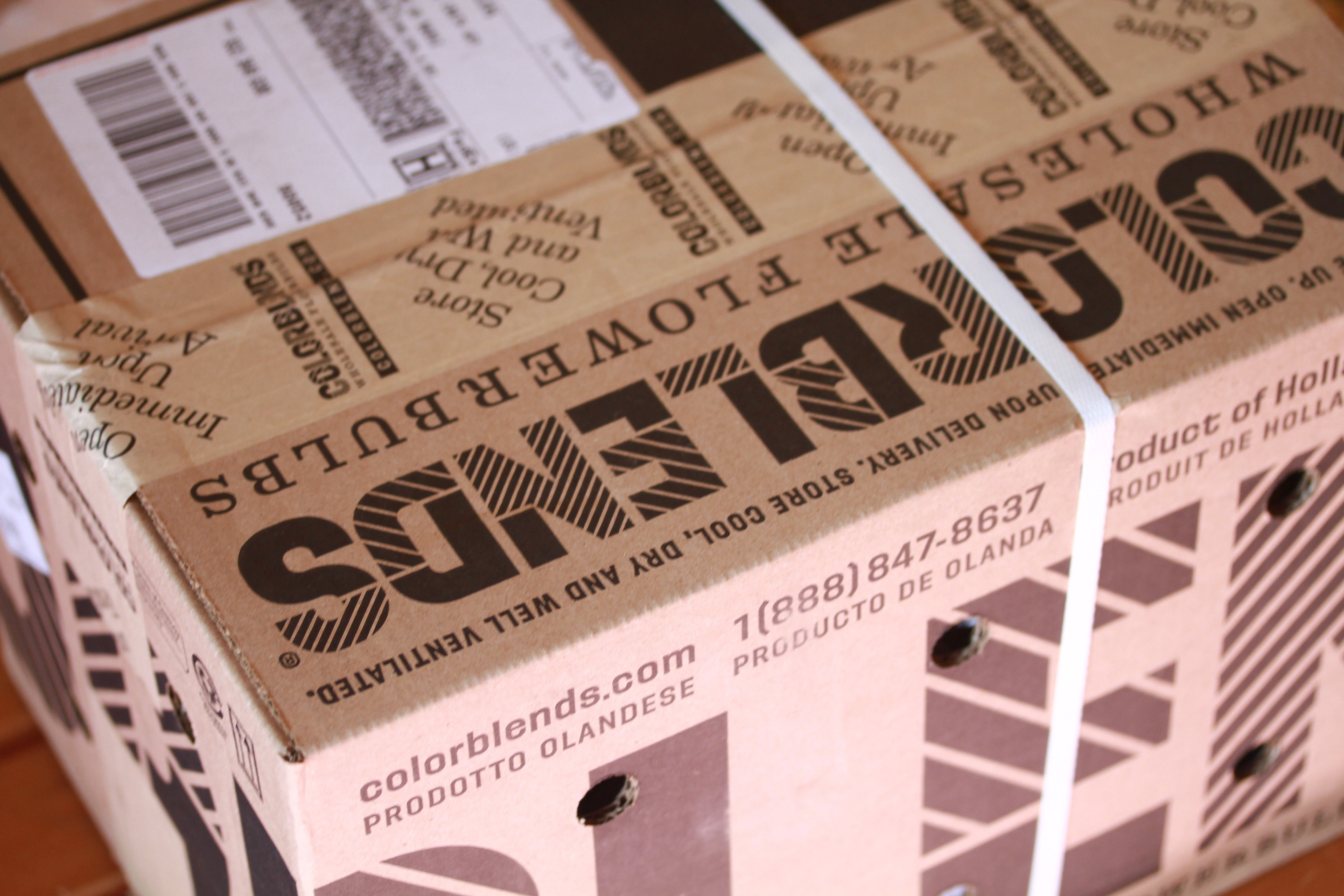
Poštovní zásilka Colorblends s květinovými cibulemi

Colorblends je distributor květinových cibulí se sídlem v Bridgeportu. Společnost byla založena v Nizozemsku rodinou Schipperů v roce 1912. Colorblends je největší holandský zásilkový prodejce cibulí tulipánů se sídlem ve Spojených státech.

## Historie
Na webových stránkách společnosti se uvádí, že společnost Schipper & Company začala podnikat v Nizozemsku v roce 1912. Cornelis Schipper přesunul společnost do Spojených států po druhé světové válce. Cornelis Nicolaas Schipper se narodil v rodině pěstitelů tulipánů. V roce 1947 emigroval do Spojených států a když dorazil, půjčil si 1000 dolarů a koupil si auto. Jezdil po různých městech a získával objednávky na květinové cibule. Obsluhoval květinářství a velkoobchodní pěstitele. Colorblends je  ve vlastnictví  společnosti Schipper & Company USA, kterou vlastní Tim Schipper.

### Muzeum
Colorblends je jedním ze zakladatelů Amsterdam Tulip Museum v Nizozemsku. Colorblends je největší holandský zásilkový prodejce cibulí tulipánů ve Spojených státech.